# Jorn van Hedel
Jorn van Hedel (Berlicum, 20 oktober 2000) is een Nederlands voetballer die als verdediger voor FC Den Bosch speelt.

## Carrière
Jorn van Hedel speelde vanaf 2014 in de jeugd van FC Den Bosch, waar hij in de zomer van 2020 naar het eerste elftal werd overgeheveld. Hij debuteerde voor FC Den Bosch in de Eerste Divisie op 6 september 2020, in de met 2-1 gewonnen thuiswedstrijd tegen FC Dordrecht. Hij stond in de basis als rechtsback en maakte de 90 minuten vol.
Sinds kort speelt hij is Groesbeek bij de Treffers.

### Statistieken
| Seizoen                   | Club           | Land           | Competitie     | Competitie | Competitie | Beker | Beker | Totaal | Totaal |
| Seizoen                   | Club           | Land           | Competitie     | Wed.       | Dlp.       | Wed.  | Dlp.  | Wed.   | Dlp.   |
| ------------------------- | -------------- | -------------- | -------------- | ---------- | ---------- | ----- | ----- | ------ | ------ |
| 2020/21                   | FC Den Bosch   | Nederland      | Eerste divisie | 20         | 0          | 1     | 0     | 21     | 0      |
| 2021/22                   | FC Den Bosch   | Nederland      | Eerste divisie | 18         | 0          | 1     | 0     | 19     | 0      |
| Carrièretotaal            | Carrièretotaal | Carrièretotaal | Carrièretotaal | 38         | 0          | 2     | 0     | 40     | 0      |
| Bijgewerkt op 10 mei 2022 |                |                |                |            |            |       |       |        |        |